# Richard Gere
Richard Tiffany Gere (ur. 31 sierpnia 1949 w Filadelfii) – amerykański aktor i producent filmowy.
Laureat Złotego Globu dla najlepszego aktora w filmie komediowym lub musicalu za rolę adwokata-mistrza manipulacji mediami i opinią publiczną w kryminalnej komedii muzycznej Chicago (2002) z Catherine Zeta-Jones i Renée Zellweger.

## Życiorys

### Wczesne lata
Urodził się w Filadelfii w rodzinie metodystów jako drugi z pięciorga dzieci Doris Ann (z domu Tiffany, 1924–2016) i Homera George’a Gere (1922–1999), farmera i agenta ubezpieczeniowego Nationwide Mutual Insurance Company. W 1967 ukończył szkołę średnią North Syracuse Central High School. Jego rodzina była pochodzenia irlandzkiego
W młodości interesował się muzyką i muzykował sobie w domu wraz z braćmi i siostrami. W wieku 18 lat po otrzymaniu stypendium sportowego zaczął studia na wydziale filozofii i dramatu Uniwersytetu Stanowego Massachusetts w Amherst, gdzie występował na studenckiej scenie. Po dwóch latach w 1969 porzucił studia i założył zespół rockowy Strangers, który szybko się rozpadł w atmosferze wzajemnych pretensji. Wkrótce potem zaczął występować na scenie Provincetown Playhouse i Seattle Repertory Theatre.

### Kariera
Pojawił się po raz pierwszy na małym ekranie w telewizyjnym dramacie ABC Chelsea D.H.O. (1973). Dwa lata później trafił na kinowy ekran w dramacie kryminalnym Raport dla komisarza (Report to the Commissioner, 1975) z Hectorem Elizondo, wystąpił gościnnie w jednym z odcinków serialu CBS Kojak (1976). Został dostrzeżony w roli barowego podrywacza w dramacie Richarda Brooksa W poszukiwaniu idealnego kochanka (Looking for Mr. Goodbar, 1977) z Diane Keaton, gdzie emanował witalizmem i zmysłowością, elektryzował spojrzeniem małych, ale wyrazistych oczu, niepokoił pojawiającym się czasem uśmiechem drapieżnika. Stworzył wyrazistą i sympatycznie wyciszoną postać amerykańskiego żołnierza w melodramacie wojennym Jankesi (Yanks, 1979). Za rolę romantycznego farmera i zdolnego do zbrodni kochanka w dramacie Niebiańskie dni (Days of Heaven, 1978) z Samem Shepardem został uhonorowany włoską nagrodą David di Donatello. W 1980 zdobył nagrodę Theatre World za rolę Maxa, homoseksualnego mieszkańca Dachau, ofiary Holocaustu w sztuce Bent na Broadwayu.

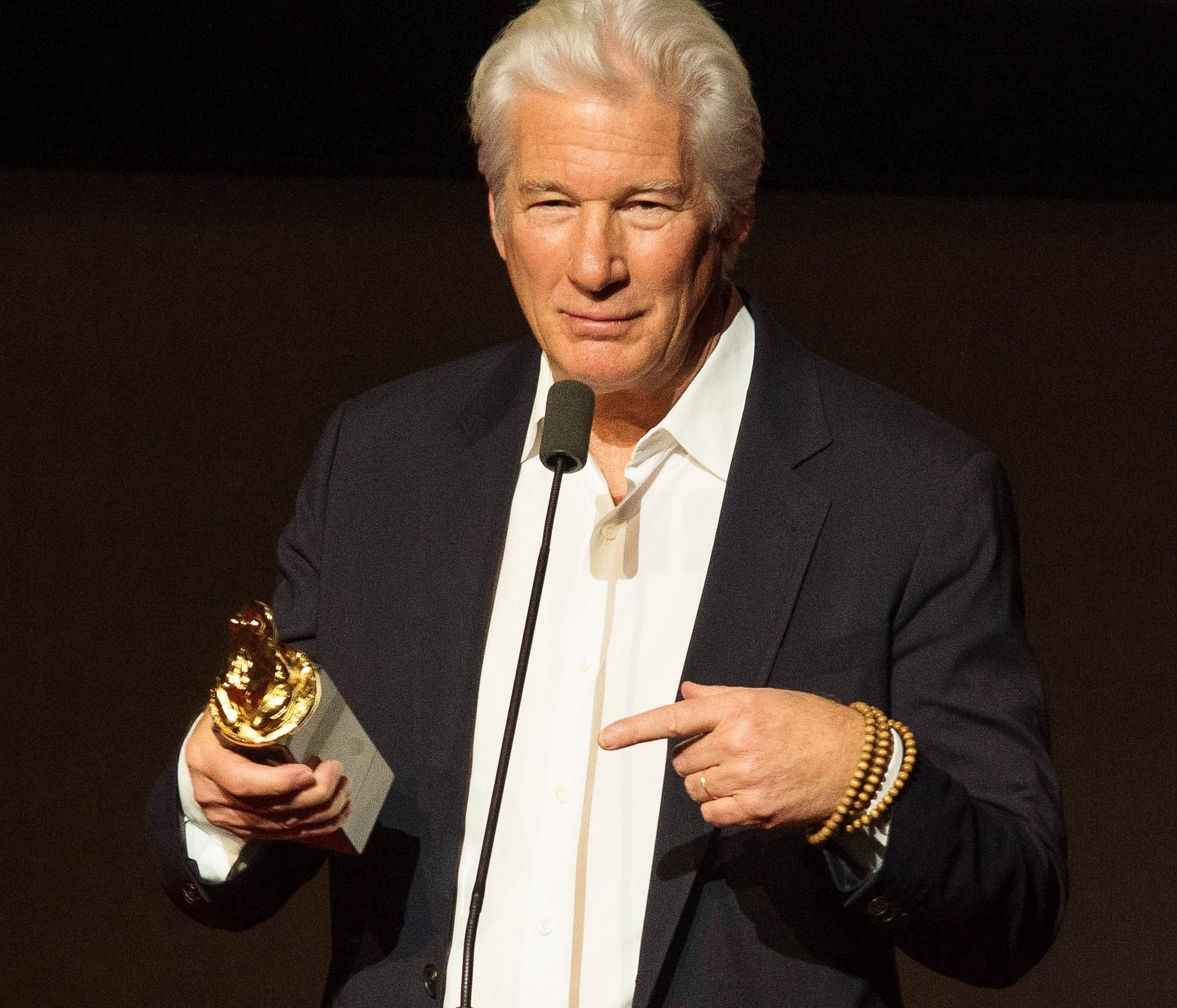
Energa Camerimage 2019

W thrillerze Amerykański żigolak (American Gigolo, 1980) zagrał utrzymanka bogatych kobiet, oskarżonego o zamordowanie jednej z nich. Sugestywną i przemyślaną kreacją Zacka Mayo w melodramacie o moralnych problemach kariery wojskowej Oficer i dżentelmen (An Officer and a Gentleman, 1982) z Debrą Winger i Davidem Caruso zdobył nominację do nagrody Złotego Globu. Utrzymany w poetyce jaskrawych wideoklipów remake obrazu Jean-Luca Godarda – Do utraty tchu (Breathless, 1983) u boku Valérie Kaprisky stał się niepowodzeniem. W gangsterskiej opowieści Francisa Forda Coppoli Cotton Club (The Cotton Club, 1984) zagrał świetnie zapowiadającego się muzyka jazzowego, który ratuje życie jednemu z najgroźniejszych gangsterów w mieście. Ekranowa biblijna postać Dawida w hollywoodzkiej produkcji Król Dawid (King David, 1985) otrzymała nominację do Złotej Maliny dla najgorszego aktora. Zebrał przychylne recenzje za rolę skorumpowanego i bezwzględnego policjanta w dreszczowcu Wydział wewnętrzny (Internal Affairs, 1990) z Andy Garcią i Williamem Baldwinem. Niebywałym sukcesem okazała się kreacja bogacza zakochanego w prostytutce w komedii romantycznej Pretty Woman (1990) z Julią Roberts, za którą był nominowany do nagrody Złotego Globu. W roku 1999 został mianowany przez „People” najseksowniejszym mężczyzną na świecie.
Zajął się także dubbingiem, m.in. jako Clair Patterson w serialu Cosmos: A Spacetime Odyssey (2014).
Był na okładkach magazynów, takich jak „Vogue”, „Rolling Stone”, „People”, „Esquire”, „After Dark”, „GQ”, „Bravo”, „Interview”, „Vanity Fair”, „Cosmopolitan” i „L’Uomo Vogue”.

## Życie prywatne
Spotykał się z Dianą Ross (1966), Carole Mallory (1970–1975), Barbarą Carrerą (1970), Penelope Milford (1971–1978), dyrektor Columbia Pictures Dawn Steel (1975–1978), Dalilą Di Lazzaro (1978–1980), modelką Tiną Chow (1950, zm. 1992 na AIDS), malarką Sylvią Martins-Niarchos, modelką Laurą Bailey (1980–1982), Barbrą Streisand (1980), Priscillą Presley (1983) i Kim Basinger (1986). W lipcu 1987 poznał modelkę Cindy Crawford, z którą 12 grudnia 1991 w Las Vegas zawarł związek małżeński. Jednak w 1995 doszło do rozwodu. Spotykał się z Julią Roberts (1989), Laurą Bailey (1995) i Umą Thurman (w styczniu 1996). W latach 90. związany był także z modelką Elizabeth Nottoli i projektantką mody Diane von Furstenberg.
W lutym 1996 związał się z modelką i aktorką Carey Lowell, powszechnie znaną z roli Pam Bouvier w serii o Jamesie Bondzie Licencja na zabijanie (Licence to Kill, 1989) z Timothy Daltonem. Wzięli ślub 9 listopada 2002. Mają syna Homera Jamesa Jigme (ur. 6 lutego 2000). We wrześniu 2013, po 11 latach małżeństwa, doszło do separacji, a 18 października 2016 w New York Supreme Court rozwiedli się. W kwietniu 2018 poślubił hiszpańską aktywistkę – Alejandrę Silvę, z którą ma dwóch synów.

## Filmografia
| Rok  | Tytuł                                                                       | Rola                                                                    | Reżyser                        |
| ---- | --------------------------------------------------------------------------- | ----------------------------------------------------------------------- | ------------------------------ |
| 1975 | Strike Force                                                                | Walter C. Spencer (oficer policji)                                      | Barry Shear                    |
| 1975 | Raport dla komisarza (Report to the Commissioner)                           | Billy                                                                   | Milton Katselas                |
| 1976 | Baby Blue Marine                                                            | Raider                                                                  | John D. Hancock                |
| 1976 | Kojak                                                                       | Geno Papas                                                              | odc. 4.1: „Birthday Party”     |
| 1977 | W poszukiwaniu idealnego kochanka (Looking for Mr. Goodbar)                 | Tony Lopanto                                                            | Richard Brooks                 |
| 1978 | Bracia krwi (Bloodbrothers)                                                 | Thomas „Stony” De Coco                                                  | Robert Mulligan                |
| 1978 | Niebiańskie dni (Days of Heaven)                                            | Bill                                                                    | Terrence Malick                |
| 1979 | Jankesi (Yanks)                                                             | Matt Dyson                                                              | John Schlesinger               |
| 1980 | Amerykański żigolak (American Gigolo)                                       | Julian Kaye                                                             | Paul Schrader                  |
| 1982 | Oficer i dżentelmen (Officer and a Gentleman, An)                           | Zack Mayo                                                               | Taylor Hackford                |
| 1983 | Konsul honorowy (The Honorary Consul)                                       | dr Eduardo Plarr                                                        | John Mackenzie                 |
| 1983 | Do utraty tchu (Breathless)                                                 | Jesse Lujack                                                            | Jim McBride                    |
| 1984 | Cotton Club (The Cotton Club)                                               | Dixie Dwyer                                                             | Francis Ford Coppola           |
| 1985 | Król Dawid (King David)                                                     | Dawid                                                                   | Bruce Beresford                |
| 1986 | Bez litości (No Mercy)                                                      | Eddie Jillette                                                          | Richard Pearce                 |
| 1986 | Żądza władzy (Power)                                                        | Pete St. John                                                           | Sidney Lumet                   |
| 1988 | Witaj w domu (Miles from Home)                                              | Frank Roberts Jr.                                                       | Gary Sinise                    |
| 1989 | Simpsonowie (The Simpsons)                                                  | w roli samego siebie (głos)                                             |                                |
| 1990 | Wydział wewnętrzny (Internal Affairs)                                       | Dennis Peck                                                             | Mike Figgis                    |
| 1990 | Pretty Woman                                                                | Edward Lewis                                                            | Garry Marshall                 |
| 1991 | Sierpniowa rapsodia (Hachi-gatsu no kyôshikyoku)                            | Clark                                                                   | Akira Kurosawa                 |
| 1991 | Głosy, którym zależy (Voices That Care, film dokumentalny)                  | chórzysta                                                               | David S. Jackson, James Yukich |
| 1992 | Diagnoza zbrodni (Final Analysis)                                           | dr Isaac Barr                                                           | Phil Joanou                    |
| 1993 | Mr. Jones                                                                   | Pan Jones                                                               | Mike Figgis                    |
| 1993 | Sommersby                                                                   | John Robert „Jack” Sommersby                                            | Jon Amiel                      |
| 1993 | A orkiestra grała dalej (And the Band Played On)                            | choreograf                                                              | Roger Spottiswoode             |
| 1994 | Na rozstaju (Intersection)                                                  | Vincent Eastman                                                         | Mark Rydell                    |
| 1995 | Rycerz króla Artura (First Knight)                                          | Lancelot                                                                | Jerry Zucker                   |
| 1996 | Lęk pierwotny (Primal Fear)                                                 | Martin Vail                                                             | Gregory Hoblit                 |
| 1997 | Szakal (The Jackal)                                                         | Declan Joseph Mulqueen                                                  | Michael Caton-Jones            |
| 1997 | Leute heute (program ZDF)                                                   | w roli samego siebie                                                    |                                |
| 1997 | Fatalna namiętność (Red Corner)                                             | Jack Moore                                                              | Jon Avnet                      |
| 1999 | Uciekająca panna młoda (Runaway Bride)                                      | Ike Graham                                                              | Garry Marshall                 |
| 2000 | Dr T. i kobiety (Dr. T and the Women)                                       | dr „T” Sullivan                                                         | Robert Altman                  |
| 2000 | Miłość w Nowym Jorku (Autumn in New York)                                   | Will Keane                                                              | Joan Chen                      |
| 2002 | Przepowiednia (The Mothman Prophecies)                                      | John Klein                                                              | Mark Pellington                |
| 2002 | Niewierna (Unfaithful)                                                      | Edward Sumner                                                           | Adrian Lyne                    |
| 2002 | Chicago                                                                     | Billy Flynn                                                             | Rob Marshall                   |
| 2004 | Zatańcz ze mną (Shall We Dance)                                             | John Clark                                                              | Peter Chelsom                  |
| 2005 | Sezon na słówka (Bee Season)                                                | Saul Naumann                                                            | David Siegel, Scott McGehee    |
| 2006 | Blef (The Hoax)                                                             | Clifford Irving                                                         | Lasse Hallström                |
| 2006 | Emperor Zehnder                                                             | Bruno P. Zehnder                                                        | Gregory Hoblit                 |
| 2007 | W pogoni za zbrodniarzem (The Hunting Party)                                | Simon Hunt                                                              | Richard Shepard                |
| 2007 | I’m Not There. Gdzie indziej jestem                                         | Bob Dylan jako Billy Kid                                                | Todd Haynes                    |
| 2007 | Drapieżnik (The Flock)                                                      | agent Erroll Babbage                                                    | Andrew Lau                     |
| 2008 | Noce w Rodanthe (Nights in Rodanthe)                                        | dr Paul Flanner                                                         | George C. Wolfe                |
| 2009 | Amelia Earhart (Amelia)                                                     | George Palmer Putnam                                                    | Mira Nair                      |
| 2009 | Mój przyjaciel Hachiko (Hachiko: A Dog’s Story) jako profesor Parker Wilson | Parker Wilson                                                           | Lasse Hallström                |
| 2010 | Gliniarze z Brooklynu (Brooklyn’s Finest)                                   | Eddie Dugan                                                             | Antoine Fuqua                  |
| 2011 | Druga twarz (Druga twarz)                                                   | Paul Shepherdson                                                        | Michael Brandt                 |
| 2012 | Arbitraż (Arbitrage)                                                        | Robert Miller                                                           | Nicholas Jarecki               |
| 2013 | Movie 43                                                                    | Boss (część „iBabe”)                                                    | Steven Brill                   |
| 2014 | Cosmos: A Spacetime Odyssey                                                 | Clair Patterson (głos)                                                  | Brannon Braga                  |
| 2014 | Henry i ja (Henry & Me)                                                     | Henry (głos)                                                            | Barrett Esposito               |
| 2014 | Poza czasem (Time Out of Mind)                                              | George Hammond                                                          | Oren Moverman                  |
| 2015 | Drugi Hotel Marigold (The Second Best Exotic Marigold Hotel)                | Guy Chambers                                                            | John Madden                    |
| 2015 | Dobroczyńca (The Benefactor)                                                | Franny                                                                  | Andrew Renzi                   |
| 2016 | Norman                                                                      | Norman Oppenheimer                                                      | Josef Cedar                    |
| 2017 | Kolacja (The Dinner)                                                        | Stan Lohman                                                             | Oren Moverman                  |
| 2017 | Trzech Chrystusów (Three Christs)                                           | dr Stone                                                                | Jon Avnet                      |
| 2019 | MotherFatherSon (serial)                                                    | Max                                                                     | Charles Sturridge, James Kent  |
| 2023 | Czym jest miłość? (Maybe I Do)                                              | Howard                                                                  | Michael Jacobs                 |
| 2024 | O, Kanado! (Oh, Canada)                                                     | Leonard „Leo” Fife, kanadyjsko-amerykański filmowiec umierający na raka | Paul Schrader                  |
| 2024 | Longing                                                                     | Daniel Bloch                                                            | Savi Gabizon                   |

## Nagrody
| Rok  | Nagroda                                                                                   | Kategoria                                          | Film                                       |
| ---- | ----------------------------------------------------------------------------------------- | -------------------------------------------------- | ------------------------------------------ |
| 1979 | David di Donatello                                                                        | Najlepszy aktor zagraniczny                        | Niebiańskie dni (1978)                     |
| 1990 | Brązowa statuetka Bravo Otto, przyznana przez niemiecki dwutygodnik dla młodzieży „Bravo” | Najlepszy aktor                                    | Pretty Woman (1990)                        |
| 1997 | National Board of Review                                                                  | Nagrody Wolności Słowa                             | Fatalna namiętność (1997)                  |
| 2003 | Złoty Glob                                                                                | Najlepszy aktor w filmie komediowym lub musicalu   | Chicago (2002)                             |
| 2003 | Nagroda Gildii Aktorów Ekranowych                                                         | Znakomita kreacja obsady filmu kinowego            | Chicago (2002)                             |
| 2007 | Międzynarodowy Festiwal Filmowy w San Sebastián                                           | Nagroda Donostia za całokształt twórczości         | –                                          |
| 2008 | Independent Spirit Awards                                                                 | Nagroda im. Roberta Altmana                        | I’m Not There. Gdzie indziej jestem (2007) |
| 2015 | Międzynarodowy Festiwal Filmowy w Karlowych Warach                                        | Nagroda Specjalna za wybitny wkład w kino światowe | –                                          |